# Zoo de Perth

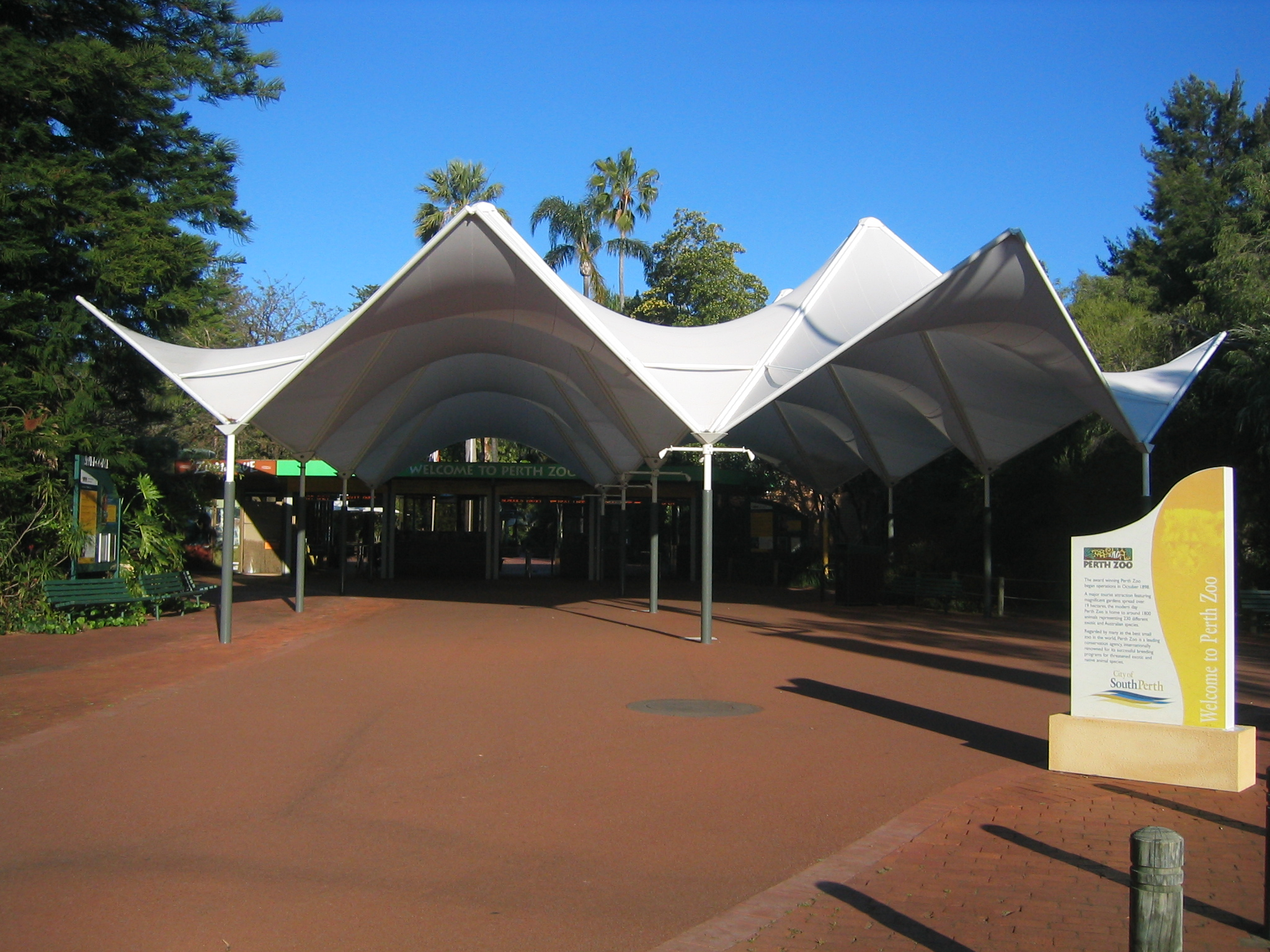
Entrée du zoo de Perth.

Le Zoo de Perth est un parc zoologique australien situé en Australie-Occidentale, à Perth. Il s'étend sur 17 hectares, présente près de 1300 animaux de 164 espèces. Ouvert au public depuis 1898, il est membre de l'Association des zoos et aquariums d'Océanie (ZAA) et de l'Association mondiale des zoos et aquariums (WAZA).

## Historique
Il accueille 600 000 visiteurs en moyenne par an[réf. nécessaire].

## Installations et faune présentée

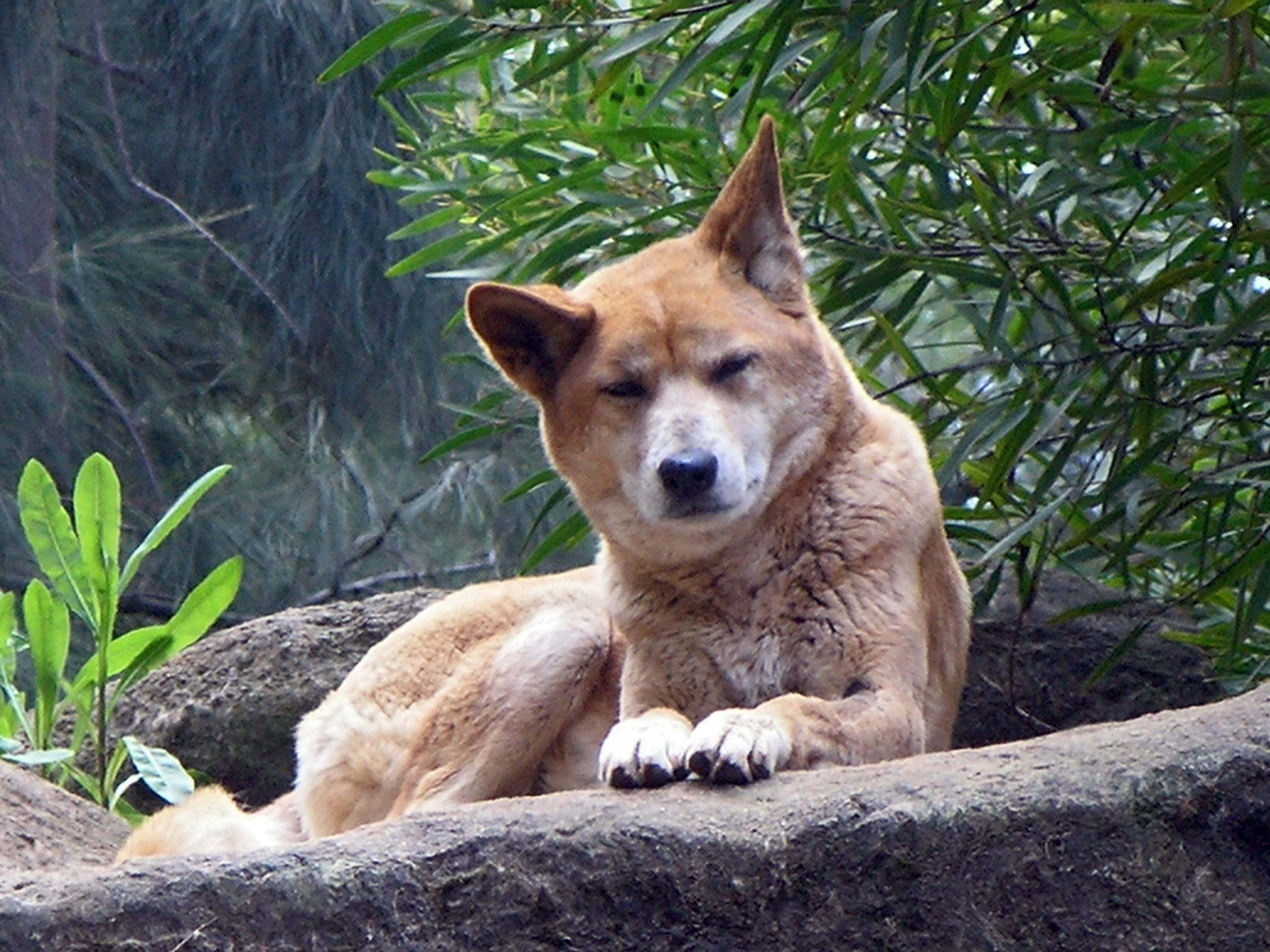
Un dingo.
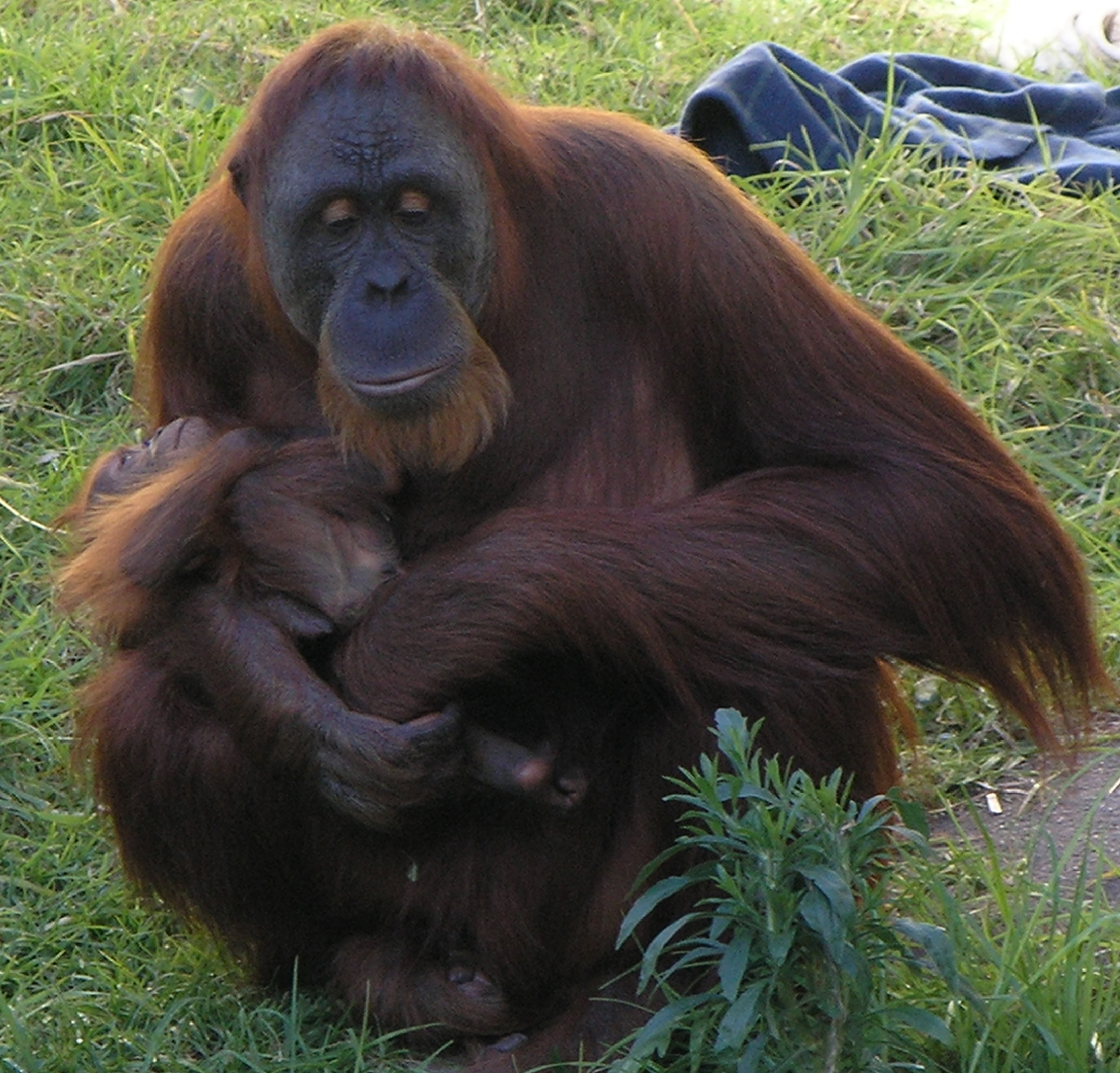
Une femelle orang-outang.
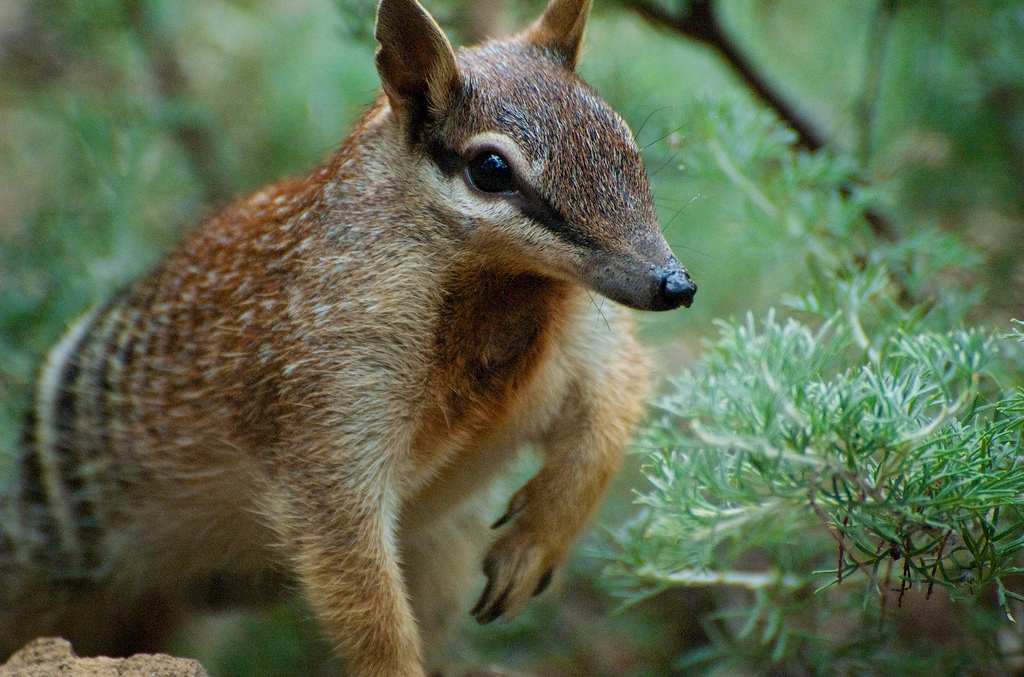
Un Myrmécobie à bandes.
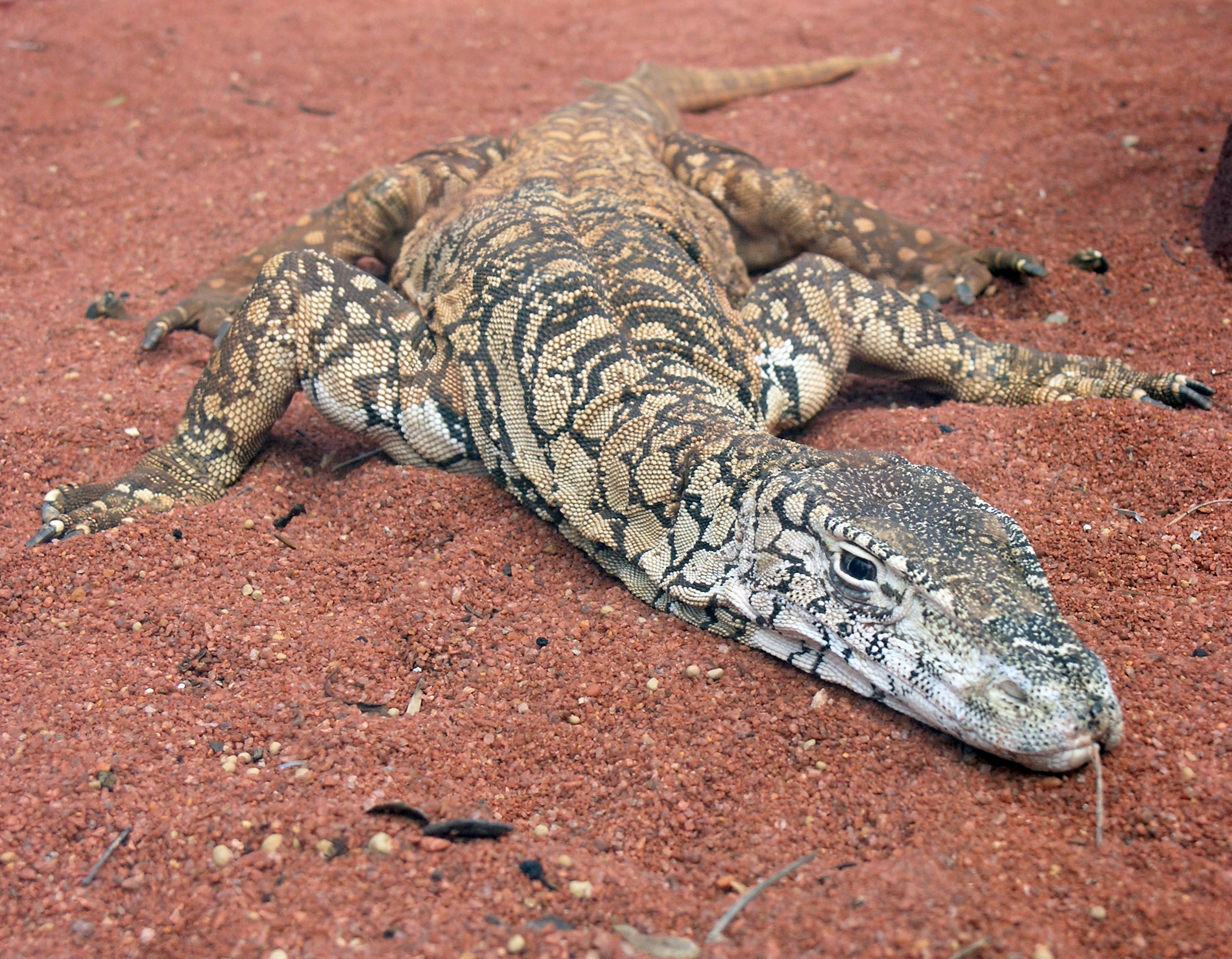
Un varan Perenti.